# Ring der Nebelungen
Ring der Nebelungen ist das vierte Studioalbum von Marterias Alter Ego Marsimoto. Es erschien am Freitag, dem 12. Juni 2015, über Four Music. Das Album erreichte den dritten Platz der deutschen Album-Charts sowie den vierten Platz in Österreich und Platz sechs in der Schweiz.

## Titelliste
| #                     | Titel                    | Länge |
| --------------------- | ------------------------ | ----- |
| 1                     | La Saga                  | 2:39  |
| 2                     | Tijuana Flow             | 2:15  |
| 3                     | Anarchie                 | 3:28  |
| 4                     | An der Tischtennisplatte | 3:10  |
| 5                     | Meisterwerk              | 2:06  |
| 6                     | Illegalize It            | 3:11  |
| 7                     | Ring der Nebelungen      | 4:14  |
| 8                     | Green Pangea             | 2:54  |
| 9                     | 7 Leben                  | 3:49  |
| 10                    | Flywithme                | 3:41  |
| 11                    | Usain Bolt               | 2:54  |
| 12                    | Zecken raus              | 3:20  |
| 13                    | Trippin                  | 3:21  |
| 14                    | Back 2 Green             | 3:00  |
| Bonus-Track auf Vinyl | Rathaus Locos            | 2:49  |

## Singles und Videos
Bereits vor der Veröffentlichung des Albums wurden die Titel Tijuana Flow und Illegalize It auf YouTube veröffentlicht. Zu dem Titel Illegalize It erschien später, jedoch immer noch vor der Veröffentlichung des Albums, ein offizielles Video auf Youtube. Am 22. Juli bzw. 1. Oktober 2015 folgten Musikvideos zu den Songs Zecken raus und Ring der Nebelungen.

## Kritik
Die Kritiken zu Ring der Nebelungen sind weitgehend positiv.
- Das Online-Magazin laut.de bewertet das Album mit 5 von 5 möglichen Punkten. Das Album sei „das bisher rundeste, stimmigste und damit beste Marsimoto-Album“.[5]

- vice.com schreibt: „Marten Laciny setzt mit diesem Album auch ohne faustdicke Überraschungen seine erstaunliche Serie fort: Ring der Nebelungen ist bereits die vierte Großtat in Folge.“[6]

- rap.de meint, Ring der Nebelungen leide „im Gegensatz zu seinen Vorgängern nicht mehr unter allzugroßer Homogenität oder auch Redundanz“. Marsimoto habe „musikalisch […] noch mal eine ordentliche Schippe draufgelegt“.[7]
- Lukas Maier von MZEE beschreibt das Album als „herausragend kreativ und in sich stimmig“. Zudem lobt er, dass es „produktionstechnisch großes Kino“ sei.[8]